# حارس الحديقة
حارس الحديقة (بالإنجليزية: Zookeeper)‏ هو فيلم كوميدي تم إنتاجه في الولايات المتحدة وصدر في سنة 2011.

## بطولة
- كيفن جيمس
- روزاريو دوسن
- ليزلي بيب

## القصة
تدور أحداث الفيلم داخل حديقة حيوانات خاصة يقرر فيها الحيوانات مساعدة حارس الحديقة في شد انتباه امرأة خاصة.

## الميزانية والإيرادات
بلغت تكلفة إنتاج الفيلم حوالي 80 مليون دولار بينما حقق أرباحا تقدر بـ 169,852,759 دولار.

## روابط خارجية
- حارس الحديقة على موقع IMDb (الإنجليزية)
- حارس الحديقة على موقع ميتاكريتيك (الإنجليزية)
- حارس الحديقة على موقع روتن توميتوز (الإنجليزية)
- حارس الحديقة على موقع نتفليكس (الإنجليزية)
- حارس الحديقة على موقع قاعدة بيانات الأفلام العربية
- حارس الحديقة على موقع ألو سيني (الفرنسية)
- حارس الحديقة على موقع Turner Classic Movies (الإنجليزية)
- حارس الحديقة على موقع أول موفي (الإنجليزية)
- حارس الحديقة على موقع بوكس أوفيس موجو (الإنجليزية)
- حارس الحديقة على موقع فيلمافينيتي (الإسبانية)